# Shri Singha
Shri Singha war ein im 8. Jahrhundert lebender, in Kinnaur geborener buddhistischer Meister der von Manjushrimitra die Übertragung der Dzogchen- (Große-Vollkommenheits)-Lehren, ausgehend von Garab Dorje erhielt. Shri Singha wurde später Meister von Padmasambhava, Vimalamitra und Vairocana als auch von Jnanasutra. Die drei erstgenannten wurden wichtige Bindeglieder für die Übertragung der Lehren nach Tibet. Sie wurden zu den wichtigsten Lehren der Nyingma-Schule des tibetischen Buddhismus (Vajrayana). Am Ende seiner Zeit in Indien ging Shri Singha nach China (Tang-Dynastie) zum Berg Wu Tai Shan.